# کوکی هاباتا
کوکی هاباتا (انگلیسی: Koki Habata؛ زادهٔ ۲۲ ژوئیهٔ ۱۹۸۳) بازیکن فوتبال اهل ژاپن است.
از باشگاه‌هایی که در آن بازی کرده‌است می‌توان به باشگاه فوتبال گامبا اوساکا و باشگاه فوتبال ساگان توسو اشاره کرد.